# 울산광역시강북교육지원청
울산광역시강북교육지원청(蔚山廣域市江北敎育支援廳, Ulsan Metropolitan Gangbuk Support Office of Education)은 울산광역시 북구, 중구, 동구의 교육 사무를 관장하기 위해 울산광역시교육청 산하에 설치된 교육지원청이다.
교육장은 장학관으로 보한다.

## 교육기관

### 북구
초등학교
| - 강동초등학교 - 농서초등학교 - 농소초등학교 - 동대초등학교 - 동천초등학교 | - 매곡초등학교 - 매산초등학교 - 명촌초등학교 - 상안초등학교 - 송정초등학교 | - 신천초등학교 - 약수초등학교 - 연암초등학교 - 효문분교 - 염포초등학교 | - 울산양정초등학교 - 이화초등학교 - 천곡초등학교 - 호계초등학교 - 화봉초등학교 |

중학교
| - 강동중학교 - 농소중학교 - 달천중학교 - 매곡중학교 | - 상안중학교 - 연암중학교 - 울산스포츠과학중학교 - 이화중학교 | - 진장중학교 - 천곡중학교 - 호계중학교 | - 화봉중학교 - 효정중학교 |

### 동구
초등학교
| - 남목초등학교 - 녹수초등학교 - 동부초등학교 - 명덕초등학교 | - 문현초등학교 - 미포초등학교 - 방어진초등학교 - 상진초등학교 | - 서부초등학교 - 양지초등학교 - 일산초등학교 - 전하초등학교 | - 주전초등학교 - 화암초등학교 - 화정초등학교 - 화진초등학교 |

중학교
| - 남목중학교 - 대송중학교 - 명덕여자중학교 | - 방어진중학교 - 일산중학교 | - 현대중학교 - 현대청운중학교 | - 화암중학교 - 화진중학교 |

### 중구
초등학교
중학교

## 사건사고
- 2014년 12월 2일에 장애를 가진 자녀가 다닐 초등학교를 미리 돌아본 학부모에게 강북지원청 장학사가 "사전에 공문을 보내지 않고 방문해 특수 교과서를 받아갔느냐"는 말을 듣고 "모욕적인 말을 들었다"며 12월 5일에 자살하였다. 그러나 경찰 조사 결과 해당 초등학교는 공문을 수령하였고, 장학사는 "모욕적인 발언을 하지 않았다"고 주장하였다.[4]

## 같이 보기
- 대한민국 교육부
- 울산광역시강남교육지원청